# 锦绣蛤蜊
锦绣蛤蜊（学名：Mactra ornata），是帘蛤目马珂蛤科马珂蛤属的一种。主要分布于中国大陆，常栖息在潮下带10－60米。